# فدراسیون بین‌المللی ورزش‌های دانشگاهی
فدراسیون بین‌المللی ورزش‌های دانشگاهی (انگلیسی: International University Sports Federation) یا فیزو (FISU)، نهاد مسئول سازماندهی و اداره مسابقات جهانی بین دانشجویان–ورزشکار ۱۷ تا ۲۸ سال است. این نهاد در سال ۱۹۴۹ به عنوان هیئت مدیره جهانی سازمان‌های ورزشی ملی دانشگاهی تأسیس شد و هم‌اکنون ۱۷۴ عضو (فدراسیون ملی ورزش‌های دانشگاهی) از پنج قاره، دارد. مقر آن بین سال‌های ۱۹۴۹ تا ۲۰۱۱ در بروکسل (بلژیک) و از ۲۰۱۱ به بعد در لوزان (سوئیس) می‌باشد.
مسابقات دانشگاهی زیر نظر این فدراسیون (یونیورسیاد)، از سال ۱۹۵۹ و هر دو سال یک‌بار و به‌صورت المپیک ورزش‌های تابستانی (در سال‌های فرد میلادی) و زمستانی (در سال‌های زوج میلادی) برگزار می‌شود.

## اهداف و وظایف فیزو[۳]
فیزو جهت ارتقاء ارزش‌های ورزشی و تشویق به انجام فعالیت‌های ورزشی، همگام با روحیه دانشگاهی تأسیس و تصمیم دارد اهداف زیر را تحقق بخشد.
1. گسترش ورزش در دانشگاه‌ها و مراکز آموزشی، جهت افزایش اعتبار خود و اعتبار جنبش ورزش
2. توسعه فدراسیون‌های ملی موجود در کشورهای مختلف و حمایت روابط آنها با دولت
3. تعامل با کمیسیون‌های مطالعاتی جهت تقویت روابط موجود بین دانشگاه‌ها، حرکت‌های ورزشی و دانشجویان
4. تعامل با مسئولین سیاسی و اقتصادی و مطبوعات جهت دستیابی به راه‌های جدید به منظور گسترش ورزش دانشگاهی در تمام کشورها
5. شناسایی برنامه توسعه از طریق آموزش و معیارهای اخلاقی، همگام با تکامل وسائل آموزشی در سراسر جهان

## برای مطالعهٔ بیشتر
- وبگاه فدراسیون ملی ورزش‌های دانشگاهی